# Gerstenberg
Gerstenberg es un municipio alemán, ubicado en el distrito de Altenburger Land, en el Estado libre de Turingia. La ciudad más cercana es Altenburgo. A 31 de diciembre de 2017, el municipio tenía una población de 514 habitantes.
Dentro del distrito, el municipio está asociado a la mancomunidad (Verwaltungsgemeinschaft) de Pleißenaue, cuya capital es Treben. En su territorio se incluye la pedanía de Pöschwitz, localidad de unos ochenta habitantes que fue municipio hasta su integración en el término municipal de Gerstenberg en 1950.

## Historia
La primera mención de Gerstenberg fue documentada en 1227. La modernización de la infraestructura de la comunidad se inició en 1880 con la fundación del departamento local de bomberos y continuó en 1915 con el inicio de la electrificación, mientras que en 1952 se construyeron las primeras tuberías de agua.
Al final de la Segunda Guerra Mundial, en 1945, la localidad fue ocupada por los estadounidenses.

## Demografía
Evolución de la población municipal (en cada caso al 31 de diciembre):
| Año  | Habitantes |
| ---- | ---------- |
| 1994 | 610        |
| 1995 | 621        |
| 1996 | 634        |
| 1997 | 629        |
| 1998 | 615        |
| 1999 | 617        |
| 2000 | 609        |
| 2001 | 603        |
| 2002 | 593        |
| 2003 | 589        |
| 2004 | 576        |
| 2005 | 569        |
| 2006 | 561        |
| 2007 | 571        |
| 2008 | 549        |
| 2009 | 571        |